# Siculodopsis
Siculodopsis is een geslacht van vlinders van de familie Uraniavlinders (Uraniidae), uit de onderfamilie Epipleminae.

## Soorten
- S. dubia Warren, 1906
- S. flaviceps Warren, 1897
- S. gracilinea Warren, 1906
- S. grisea Warren, 1901
- S. pallidifrons Warren, 1907
- S. semifasciata Dognin, 1911